# 心理学者
心理学者（しんりがくしゃ、英: psychologist）とは、心理学の研究業務を行う者のことである。

## 概要
心理学関連業務を行う者は、心理および心理学自体の研究を業務とする者と、心理学的知識を実践的な業務に生かす者に大別される。前者のことを「心理学者」「心理学研究者」と呼び、後者のことを「心理士」「職業心理学者」と呼ぶ。英語ではどちらもpsychologistと訳される。
前者の「心理学者」「心理学研究者」には、基礎系心理学・実験系心理学分野と呼ばれる「全般的な人間心理」に焦点をあてる立場と、応用心理学分野と呼ばれる「特定の人間心理」に焦点をあてる立場がある。
一方、後者の「心理士」「職業心理学者」は、臨床心理学や教育心理学など、応用心理学分野の立場が大勢を占め、臨床心理士などの職業資格を有していることが多い。また、高度な専門的知識を修めた者は、博士号や修士号の学位を有している。
「心理学者」「心理学研究者」の中でも、基礎系心理学・実験系心理学分野の人々は、大学・大学院、企業、司法などの研究機関に所属することが多いが、応用心理学分野の人々は、研究機関外の現場においても活動する者が多い。また、資格更新制度をもつ臨床心理士等の「心理士」「職業心理学者」は、学術研究団体や個人での研究活動も行っているため、それらの人々は、「心理学者」であり「心理士」、また「心理学研究者」であり「職業心理学者」であると言える。
「心理士」「職業心理学者」の中で、基礎系心理学・実験系心理学分野の人々は、企業において商品開発、市場調査、ヒューマンファクター分析などの担当をしていることがある。
なお、アメリカ合衆国やカナダでpsychologistと言えば、通常、（州立）資格を有した「心理士」「職業心理学者」を指し、臨床心理士はClinical Psychologist（CP）という名称である。
人工知能における大規模な自然言語処理の発明は、心理学者などの職業を、最も影響を受ける職業のトップ20に位置づけた。

## 心理学者一覧
出生順、国名は出身国。

### 精神分析家
- ジークムント・フロイト（ オーストリア帝国、1856年 - 1939年）
- ボリス・サイディズ（ ロシア帝国〈現： ウクライナ〉、1867年 - 1923年）
- アルフレッド・アドラー（ オーストリア＝ハンガリー帝国〈現： オーストリア〉、1870年 - 1937年）
- フェレンツィ・シャーンドル（ オーストリア＝ハンガリー帝国  ハンガリー王国、1873年 - 1933年）
- カール・ユング（ スイス、1875年 - 1961年）
- カール・アーブラハム（ ドイツ帝国、1877年 - 1925年）
- メラニー・クライン（ オーストリア＝ハンガリー帝国〈現： オーストリア〉、1882年 - 1960年）
- オットー・ランク（ オーストリア＝ハンガリー帝国〈現： オーストリア〉、1884年 - 1939年）
- カレン・ホーナイ（ ドイツ帝国、1885年 - 1952年）
- ヤコブ・モレノ（ ルーマニア王国生まれ・ オーストリア＝ハンガリー帝国〈現： オーストリア〉育ち、1889年 - 1974年）
- フランツ・アレクサンダー（ オーストリア＝ハンガリー帝国  ハンガリー王国、1891年 - 1964年）
- ハリー・スタック・サリヴァン（ アメリカ合衆国、1892年 - 1949年）
- カール・メニンガー（ アメリカ合衆国、1893年 - 1990年）
- アンナ・フロイト（ オーストリア＝ハンガリー帝国〈現： オーストリア〉、1895年 - 1982年）
- ヴィルヘルム・ライヒ（ オーストリア＝ハンガリー帝国〈現： ウクライナ〉、1897年 - 1957年）
- エーリヒ・フロム（ ドイツ帝国、1900年 - 1980年）
- ジャック・ラカン（ フランス、1901年 - 1981年）
- エリク・エリクソン（ ドイツ帝国、1902年 - 1994年）
- ブルーノ・ベッテルハイム（ オーストリア＝ハンガリー帝国〈現： オーストリア〉、1903年 - 1990年）
- ジョン・ボウルビィ（ イギリス、1907年 - 1990年）
- デイヴィッド・ラパポート（ オーストリア＝ハンガリー帝国  ハンガリー王国、1911年 - 1960年）
- ハインツ・コフート（ オーストリア＝ハンガリー帝国〈現： オーストリア〉、1913年 - 1981年）

### 心理学に影響を与えた人物
- エルンスト・ヴェーバー（ 神聖ローマ帝国〈現： ドイツ〉、1795年 - 1878年）
- グスタフ・フェヒナー（ 神聖ローマ帝国〈現： ドイツ〉、1801年 - 1887年）
- チャールズ・ダーウィン（ イギリス  イングランド、1809年 - 1882年）
- アレクサンダー・ベイン（英語版）（ イギリス  スコットランド、1818年 - 1903年）
- ヘルマン・フォン・ヘルムホルツ（ プロイセン王国、1821年 - 1894年）
- フランシス・ゴルトン（ イギリス  イングランド、1822年 - 1911年）
- イワン・パブロフ（ ロシア帝国、1849年 - 1936年）
- エミール・クレペリン（ プロイセン王国、1856年 - 1926年）
- ウラディミール・ベヒテレフ（ ロシア帝国、1857年 - 1927年）
- ヘルマン・ロールシャッハ（ スイス、1884年 - 1922年）
- エルンスト・クレッチマー（ プロイセン王国  ドイツ帝国、1888年 - 1964年）
- ジャン・ピアジェ（ スイス、1896年 - 1980年）
- マーガレット・ミード（ アメリカ合衆国、1901年 - 1978年）
- コンラート・ローレンツ（ オーストリア＝ハンガリー帝国〈現： オーストリア〉、1903年 - 1989年）
- グレゴリー・ベイトソン（ イギリス  イングランド、1904年 - 1980年）
- バラス・スキナー（ アメリカ合衆国、1904年 - 1990年）
- アブラハム・マズロー（ アメリカ合衆国、1908年 - 1970年）
- ノーム・チョムスキー（ アメリカ合衆国、1928年 - ）
- リチャード・ドーキンス（ イギリス〈現： ケニア〉、1941年 - ）
- デビッド・マー（ イギリス、1945年 - 1980年）